# フィリベルト (バーデン＝バーデン辺境伯)
フィリベルト（Philibert von Baden, 1536年1月22日 - 1569年10月3日）は、ツェーリンゲン家のバーデン＝バーデン辺境伯（在位：1536年 - 1569年、ただし親政は1554年以後）。

## 生涯
バーデン＝バーデン辺境伯ベルンハルト3世とその妻のフランソワーズ・ド・リュクサンブールの間の長男として生まれた。
生まれた年に父を亡くし、従姉のマリア・ヤコベアの夫であるバイエルン公ヴィルヘルム4世の宮廷で育てられ、長じてバイエルン公夫妻の末娘メヒティルトを妻に迎えた。1556年に成人を迎えた弟のクリストフに分領を与え、バーデン＝ローデマヒェルン辺境伯家を創設させた。
義父のヴィルヘルム4世は、非常に信仰の厚いカトリック信徒で、バイエルン公国にイエズス会を招聘した人物として知られる。フィリベルト自身はプロテスタント信徒であり、義父と宗教上の立場をたがえることに何の躊躇も見せなかった。1555年、フィリベルトはアウクスブルクの和議の場に参加、1565年に1500人の兵を率いてフランスのユグノーの救援に向かおうとしたが、神聖ローマ皇帝マクシミリアン2世の説得を受けて、これを断念した。翌1566年、皇帝軍の将軍としてトルコのスルタン・スレイマン1世の軍隊と王領ハンガリーで戦った。
1569年、フィリベルトはマクシミリアン2世の婿のフランス王シャルル9世の援軍として、ユグノー軍を相手に戦ったが、10月3日のモンコントゥールの戦いでユグノー軍との戦闘中に亡くなった。友人のハインリヒ・フォン・シュタインの証言によれば、フィリベルトは戦闘で生き延びることは出来たものの、ユグノー軍からの発砲により重傷を負い、スペイン国境の城に隠れていたところを見つかって敵軍に殺されたという。遺児達は母方の伯父であるバイエルン公アルブレヒト5世に引き取られて養育された。
フィリベルトは妻のメヒティルトがカトリック信徒だったこともあってか、領民の信教の自由には非常に寛容な領主だった。

## 子女
1557年1月17日に従姪にあたる、バイエルン公ヴィルヘルム4世の娘メヒティルトと結婚し、間に4人の子女をもうけた。
- ヤコベ（1558年 - 1597年） - 1584年、ユーリヒ＝クレーフェ＝ベルク公ヨハン・ヴィルヘルムと結婚
- フィリップ2世（1559年 - 1588年） - バーデン＝バーデン辺境伯
- アンナ・マリア（1562年 - 1583年） - ヴィレム・ズ・ロジュンベルカ（英語版）の3番目の妃
- マリア・ザロメ（1563年 - 1600年）

| 先代 ベルンハルト3世 | バーデン＝バーデン辺境伯 1536年 - 1569年 | 次代 フィリップ2世 |